# Correo de Rusia en Mongolia

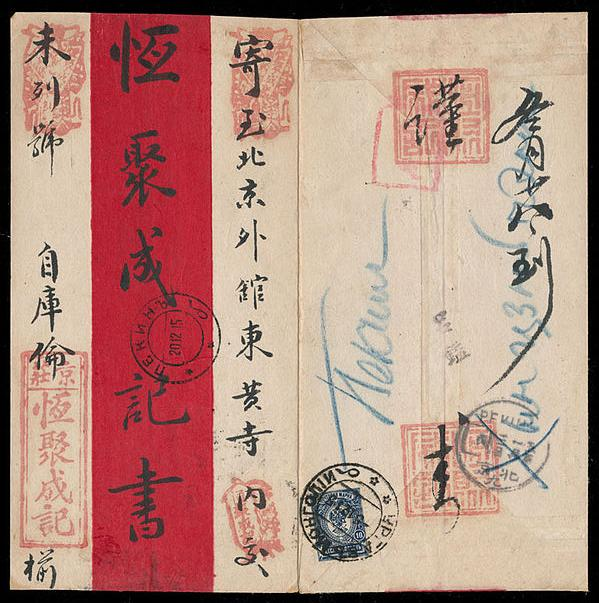
Sobre de correo ruso en Mongolia para un envío postal de Urga a Pekín (1915), franqueado con un sello postal del Imperio ruso, con sellos de calendario "Urga en Mongolia / −51215" y "Pekín / 201215"

Correo de Rusia en Mongolia – la oficina postal de la Rusia imperial para los territorios de Mongolia, el que funcionó en la segunda mitad del siglo XIX – comienzos del XX bajo condiciones de ausencia de comunicación postal local.

## Historia
En 1863 los comerciantes rusos organizaban la entrega regular a Mongolia, de correspondencia y pequeños paquetes (diarios y paquetes de hasta 1 pud), y también correo mayor (con un peso de 25 pudes). Los gremios de mercaderes rusos en Kiajta, Ulán Bator y los fabricantes de güisqui de Sair Usu - tuvieran comunicación postal a lo largo de la «ruta del té» vía desierto de desierto de Gobi en y Pekín. Correo ruso mercantil cumplieron un rol en el desarrollo de la comunicación postal en el territorio de Mongolia, logrando entregar correspondencia cuatro veces al mes (liviana) y una vez al mes (mayor).

## Segundo período
En la época prerrevolucionaria para el pago de correspondencia los sellos de la Rusia imperial, y sellos postales, que fueron emitidos del correo ruso para China. En la transición, después de la formación en 1921 del estado de Mongolia independiente y antes de la aparición de los primeros sellos postales de la república popular de Mongolia, en esas oficinas postales se empleó primero sellos de RSFSR, y luego de la URSS.